# Calymperes guineense
Calymperes guineense là một loài rêu trong họ Calymperaceae. Loài này được Paris & Broth. mô tả khoa học đầu tiên năm 1904.